# Петрозинелла
«Петрозинелла» (итал. Petrosinella) — неаполитанская литературная сказка, включённая Джамбаттистой Базиле в его сборник 1634 года «Пентамерон» или «Сказка сказок» (итал. Lo cunto de li cunti).
По системе классификации сказочных сюжетов Аарне — Томпсона — Утера «Петрозинелла» относится к сюжету 310 «Дева в башне», наиболее известным вариантом которого является сюжет сказки «Рапунцель». «Петрозинелла» — самый ранний известный записанный вариант этой сказки.

## Сюжет
Беременная женщина крадёт петрушку из сада огра (людоедки) и, будучи пойманной, соглашается взамен отдать ей своего ребёнка. Родившаяся дочь получает имя Петрозинелла (от южно-итальянского слова petrosino или petrusino, переводимого как петрушка). Людоедка наблюдает за тем, как девочка растёт на попечении матери, и часто напоминает ей об обещании матери. Петрозинелла, не зная, что это за обещание, рассказывает матери об этих напоминаниях людоедки. Раздражённая мать Петрозинеллы велит девушке сказать людоедке, что она может исполнить её обещание.
Людоедка хватает Петрозинеллу за волосы и заточает её в находящейся в глухом лесу башне с единственным окном. Для проникновения в башню людоедка использует чрезвычайно длинные волосы Петрозинеллы. Она обучает свою заключённую «магическим искусствам». Однажды развевающиеся на ветру волосы Петрозинеллы замечает принц. В ответ на его страстные признания в любви, она шлёт ему воздушный поцелуй. В итоге принц пробирается к башне и, имитируя голос людоедки, взбирается по волосам Петрозинеллы в башню. Они начинают видеться каждую ночь, об их свиданиях людоедке рассказывает её соседка.
Петрозинелла, подслушивая, узнаёт, что её тайна раскрыта, и начинает планировать свой побег с принцем в город. Украв три волшебных чернильных ореха или жёлудя, Петрозинелла по верёвочной лестнице выбирается из башни. Она использует чернильные орехи, бросая их позади себя, в качестве препятствий для людоедки, преследующей влюблённых. Первый брошенный орех превращается в собаку, которую людоедка кормит буханкой хлеба. Второй оборачивается львом, которого людоедка кормит ослом с близлежащего поля, а шкуру осла она берёт себе в качестве одеяния. Третий орех превращается в волка, проглатывающего людоедку целиком, так как она одета в ослиную шкуру.
После своей победы над людоедкой Петрозинелла и принц женятся с разрешения его отца.

## Отличия от «Рапунцель»
Сюжет «Петрозинеллы» имеет много отличий как от версии «Рапунцель» 1812 года, так и от версии 1857 года, записанной братьями Гримм. В последней не упоминается обучение девушки «магическим искусствам» и нет эпизода с побегом, где она использует полученные навыки, чтобы спасти себя и принца от преследующего злодея. В сказке братьев Гримм листья салата крадёт муж беременной женщины. Девушка переходит во власть колдуньи сразу после рождения, а злодейка отстригает ей волосы, чтобы заманить принца в башню, стремясь его ослепить. В свою очередь, в сказке Базиле отсутствует упоминание внебрачной беременности девушки и рождения близнецов, о которых рассказывается в версии 1812 года.
Эти различия между сказками Базиле и братьев Гримм могут быть объяснены тем, что последние при написании пользовались переводом французской версии этой истории — «Персинетты» Шарлотты-Розы Комон де Ла Форс. Нет никаких доказательств существования немецкой устной версии этой истории, хотя сами братья Гримм считали, что записывают немецкую сказку.